# Mil Mi-8
Mi-8 (Natova oznaka Hip) je jurišno-transportni vojaški helikopter, ki je bil skonstruiran v konstrukcijskem biroju Mil in izdelan v tovarni Kazan. Danes je najtežji oboroženi helikopter na svetu. Kljub temu, da so izdelali že več kot 16.000 helikopterjev, jih še zmeraj proizvajajo.

## Zgodovina
Helikopter je zaslovel med sovjetsko-afganistansko vojno, ko so ga intenzivno uporabljali za prevoz desantnih enot in opreme, kjer in ko je bilo onemogočen cestni transport.
Med slovensko osamosvojitveno vojno je TO RS sestrelila 1 in poškodovala 2 taka helikopterja jugoslovanskega vojnega letalstva.

## Različice

### Hip-A
Hip-A je bil enomotorni helikopter s štirikrakim glavnim rotorjem.

### Hip-B
Hip-B je bil enomotorni helikopter s peterokrakim glavnim rotorjem.

### Hip-C
Hip-C je bil dvomotrni helikopter s peterokrakim glavnim rotorjem.

### Mi-8BT
Mi-8BT je bila oborožena različica Hip-Cja, ki je imela štiri nosilce lanserjev nevodljivih raket (16 raket), pozneje pa šest nosilcev s po 32 raketami. Ta različica lahko sprejme še 14 opremljenih vojakov za izvedbo zračnega desanta.

### Mi-9
Mi-9 je letečo poveljniško mesto. Od drugih različic se razlikuje po dodatni elektronskih in komunikacijskih napravah.

### Mi-14
Mi-14 je mornariška različica s prepogljivimi kraki rotorja. Obstaja več podrazličic tega helikopterja: za reševanje, protipodmorniški boj, minolovec,...

### Mi-17 Čili
Mi-17 Čili je izvozna različica, ki je bila opremljena z močnejšimi in zmogljivejšimi motorji.

### Primerjava
| Mil Mi-8                     |        |           |           |           |         |           |         |           |           |  |
| Oznaka                       | Mi-8 B | Mi-8 MT   | Mi-8 MTK  | Mi-8 PL   | Mi-8 PS | Mi-8 S    | Mi-8 ST | Mi-8 T    | Mi-8 TB   |  |
| Dolžina trupa (m)            | -      | 18,42     | 18,42     | 18,37     | -       | 18,31     | -       | 18,31     | 18,31     |  |
| Skupna dolžina (m)           | -      | -         | -         | 25,32     | -       | 25,28     | -       | 25,28     | 25,28     |  |
| Višina (m)                   | -      | 5,65      | 5,65      | 6,88      | -       | 5,60      | -       | 5,60      | 5,60      |  |
| Dolžina rotorja (m)          | -      | 21,91     | 21,91     | 21,91     | -       | 21,91     | -       | 21,91     | 21,91     |  |
| Teža (prazen) (kg)           | -      | -         | -         | 8275      | -       | 7420      | -       | 7.100     | 4722      |  |
| Max. teža (kg)               | -      | 12.000    | 12.000    | 14.000    | -       | 12.000    | -       | 12.000    | 12.000    |  |
| Znamka motorja               | -      | Isotov    | dito      | dito      | dito    | dito      | dito    | dito      | dito      |  |
| Tip motorja                  | -      | TV-2-117A | TV-2-117A | TV-2-117M | -       | TV-2-117A | -       | TV-2-117A | TV-2-117A |  |
| Moč (kW)                     | -      | 2x 1.435  | 2x 1.435  | 2x 1.620  | -       | 2x 1.104  | -       | 2x 1.267  | 2x 1.104  |  |
| Höchstgeschwindigkeit (km/h) | -      | 250       | 250       | 230       | -       | 230-250   | -       | 260       | 230-250   |  |
| Doseg (km)                   | -      | 495       | -         | 800       | -       | 340       | -       | 450-650   | 450-650   |  |
| Vrhunec leta (m)             | -      | 4.000     | 4.000     | 4.000     | -       | 4.500     | -       | 4.500     | 4.500     |  |
| Posadka                      | -      | 2-3       | 2-3       | 4         | -       | 3         | -       | 3         | 3         |  |

## Uporabniki
Največji uporabnik je bila ZSSR, zdaj pa njene naslednica. JLA je imela 92 teh helikopterjev (po razpadu SFRJ so jih dobile Srbija in Črna gora, Hrvaška (nekaj so jih tudi dokupili) in Makedonija). Drugi uporabniki (skupaj okoli 50 držav) so Ljudska republika Kitajska, Iran, Afganistan, ...